# Alfa Romeo Racing C41
O Alfa Romeo Racing C41 é o modelo de carro de corrida construído pela equipe da Alfa Romeo para a disputa do Campeonato Mundial de Fórmula 1 de 2021, foi pilotado por Kimi Räikkönen e Antonio Giovinazzi, com Robert Kubica atuando como o piloto reserva da equipe. O C41 foi lançado em 22 de fevereiro de 2021 e sua estreia ocorreu no Grande Prêmio do Barém, a primeira etapa da temporada de 2021.
Devido ao impacto da pandemia de COVID-19, os regulamentos técnicos que estavam planejados para serem introduzidos em 2021 foram adiados para 2022. Com isso, sob um acordo entre as equipes e a FIA, os carros com especificações de 2020 — incluindo o Alfa Romeo Racing C39 — tiveram sua vida útil estendida para competir em 2021, com a Alfa Romeo produzindo um chassi atualizado denominado "Alfa Romeo Racing C41".